# Hornillos de Cameros
Hornillos de Cameros es un municipio de la comunidad autónoma de La Rioja (España), situado en la cuenca del río Leza, comarca del Camero Viejo.

## Geografía humana

### Demografía
Cuenta con una población de 12 habitantes (INE 2024).
| Gráfica de evolución demográfica de Hornillos de Cameros entre 1842 y 2021 |
| |
| Población de derecho según los censos de población del INE Población de hecho según los censos de población del INEEn estos censos se denominaba Hornillos: 1842, 1857, 1860, 1877, 1887, 1897, 1900 y 1910 |

## Icnitas
Durante el periodo Cretácico inferior formó parte de una llanura encharcada que se desecaba periódicamente, dejando atrás zonas fangosas en las que las huellas de dinosaurio quedaban marcadas a su paso. Con el tiempo estas se secaban y cubrían con nuevos sedimentos cuyo peso prensaba las capas inferiores, haciéndolas solidificar en rocas con el paso de millones de años. La erosión ha ido desgastando las capas superiores haciendo visibles muchas de estas formaciones rocosas, permitiendo observar las icnitas.
En el municipio se han descubierto 976 icnitas, 730 de ellas en el yacimiento de "La pellejera". Se sitúa en la ladera sur del arroyo Barbadillo, junto a la carretera de San Román de Cameros y es de fácil acceso. En él se observa el rastro más largo encontrado en La Rioja, formado por 40 huellas de un pequeño dinosaurio carnívoro. Además hay 20 huellas de grandes carnívoros, 30 de grandes herbívoros que caminaban a dos patas y huellas de semi-plantígrados (originadas por un dinosaurio que al andar apoyaba además de los dedos parte de la planta del pie).

## Administración
| Periodo   | Nombre                       | Partido |
| --------- | ---------------------------- | ------- |
| 1979-1983 | Javier Puch Rubio            | UCD     |
| 1983-1987 | José Miguel Santos Díez      | AP      |
| 1987-1991 | José Miguel Santos Díez      | AP      |
| 1991-1995 | José Miguel Santos Díez      | PP      |
| 1995-1999 | Ricardo Gil González         | PSOE    |
| 1999-2003 | Juan José Santos Martínez    | PP      |
| 2003-2007 | Juan José Santos Martínez    | PP      |
| 2007-2011 | Juan José Santos Martínez    | PP      |
| 2011-2015 | Juan José Santos Martínez    | PP      |
| 2015-2019 | José Antonio González Cuevas | PP      |
| 2019-2023 | Julián del Campo Fernández   | PP      |
| 2023-act. | Pablo Ángel Fernández Sáenz  |         |

## Patrimonio

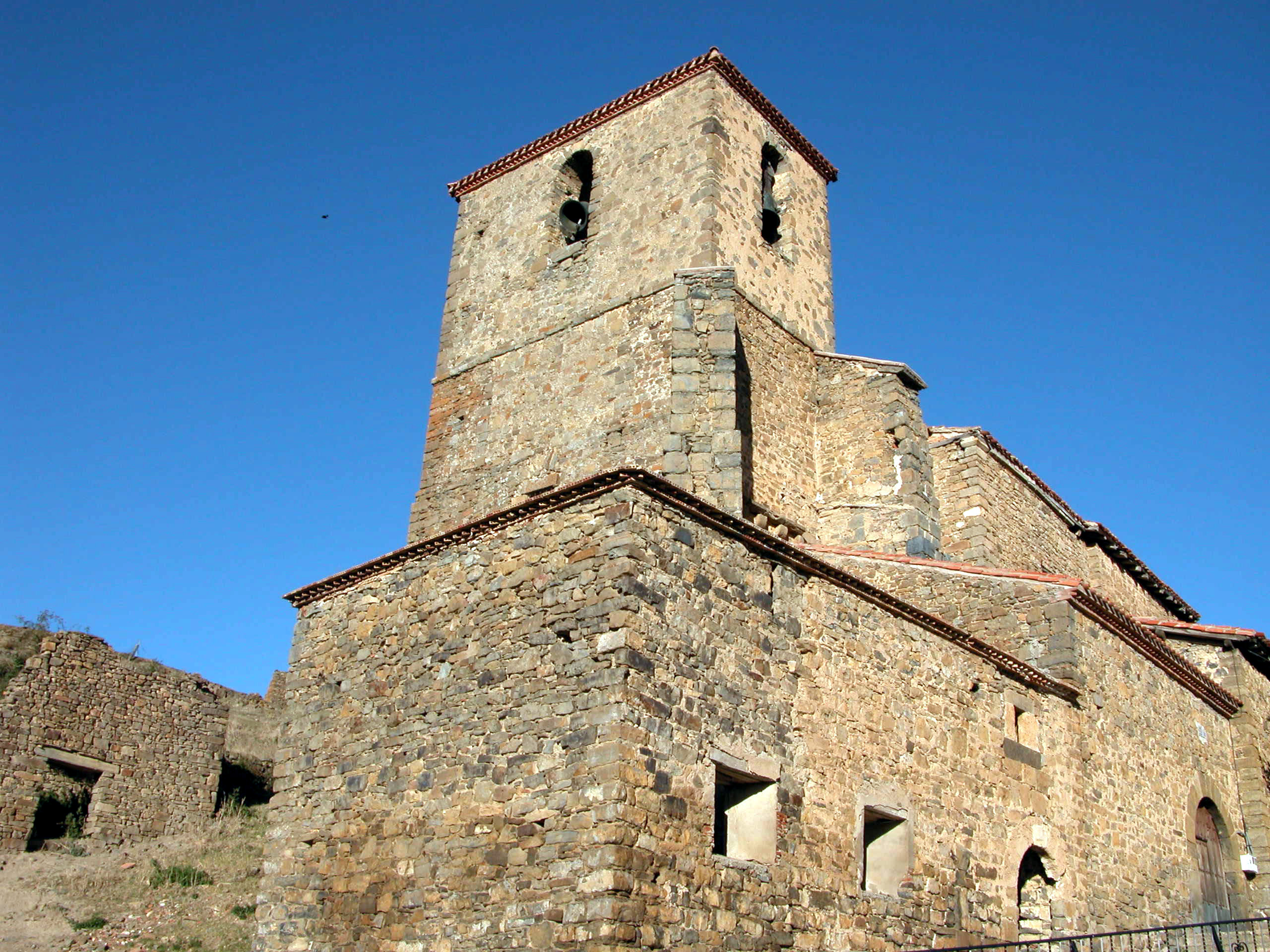
Iglesia de Nuestra Señora de la Asunción.

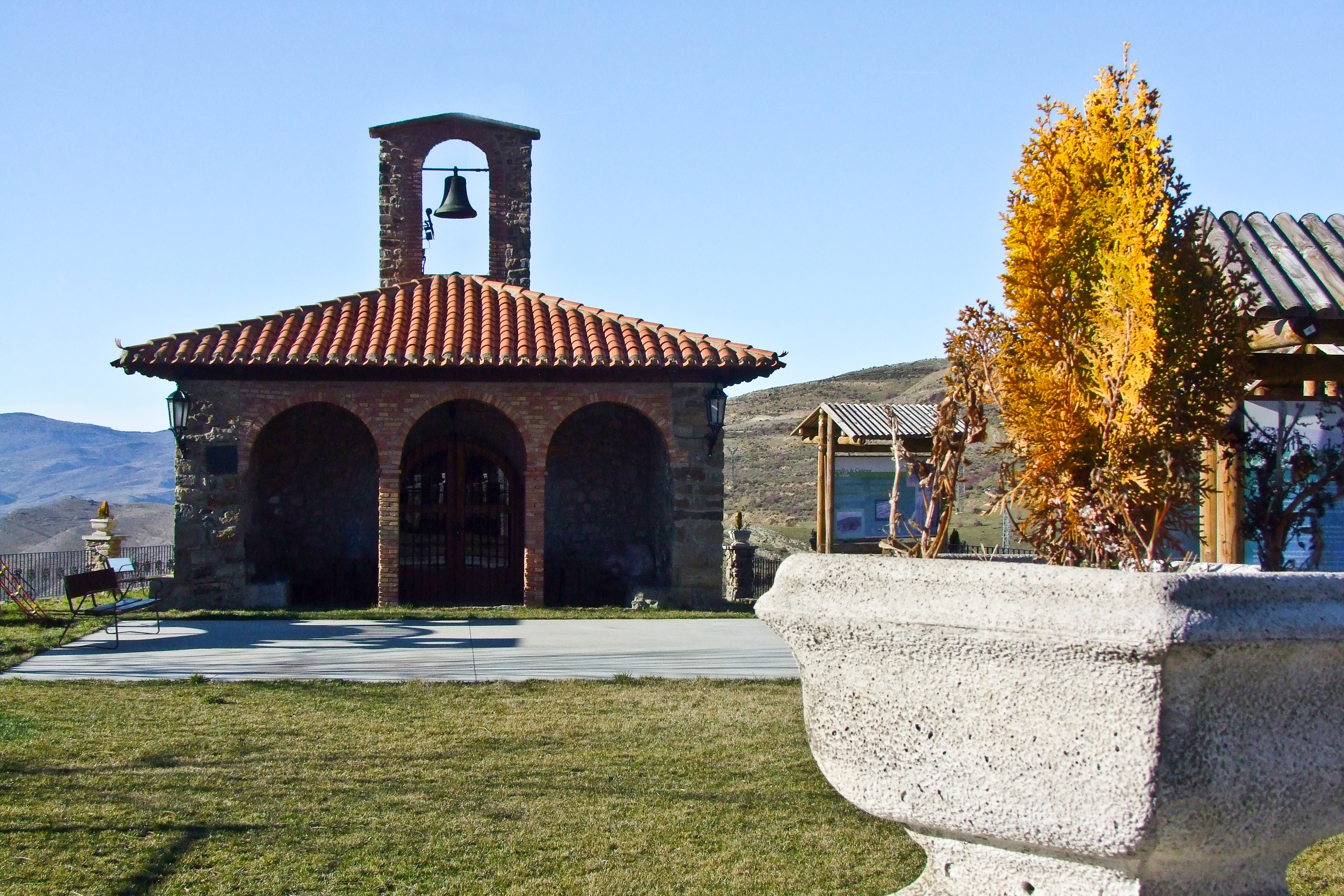
Ermita de San Adrián.

- Iglesia de Nuestra Señora de la Asunción. Del siglo XVI.[5]
- Ermita de San Adrián.[5]
- Ermita de la Virgen de los Remedios.[5]
- Nevera del Tinte.[5]
- Nevera de San Felices